# Onthophagus breviconus
Onthophagus breviconus är en skalbaggsart som beskrevs av François Génier och Henry Fuller Howden 1999. Onthophagus breviconus ingår i släktet Onthophagus och familjen bladhorningar. Inga underarter finns listade i Catalogue of Life.